# Narowal (distrikt)

Karta över provinsen Punjab med distriktet Narowal markerat

Narowal (urdu: ضلع نارووال) är ett distrikt i pakistanska provinsen Punjab, Pakistan. Administrativ huvudort är Narowal.

## Administrativ indelning
Distriktet är indelat i tre Tehsil.
- Narowal Tehsil
- Shakargarh Tehsil
- Zafarwal Tehsil